# Vision Air International
Vision Air International (Urdu ویژن ایئر انٹرنیشنل) ist eine pakistanische Fluggesellschaft mit Sitz in Karatschi und Basis auf dem Karachi/Jinnah International Airport.

## Flugziele
Vision Air International bietet Charter- und Frachtflüge an.

## Flotte

### Aktuelle Flotte
Mit Stand Mai 2022 besteht die Flotte der Vision Air International aus zwei Flugzeugen mit einem Durchschnittsalter von 33,2 Jahren:
| Flugzeugtyp      | Anzahl | bestellt | Anmerkungen | Sitzplätze |
| ---------------- | ------ | -------- | ----------- | ---------- |
| Boeing 737-300QC | 2      |          |             | 148        |
| Gesamt           | 2      | –        |             |            |

### Ehemalige Flugzeugtypen
- Boeing 737-200